# Orange Bowl (American Football)
Der Orange Bowl ist ein jährlich ausgetragenes Meisterschaftsspiel im College Football, dem Hochschulspielbetrieb der National Collegiate Athletic Association (NCAA) im American Football in den USA, das jedes Jahr in der Regel am 1. Januar stattfindet.
Das letztjährige Meisterschaftsspiel in der 90. Auflage wurde am 30. Dezember 2023 vor 63.324 Zuschauern bei frühlingshaften 18 °C zwischen den Florida State Seminoles (ACC) und den Georgia Bulldogs (SEC) als Halbfinale der College Football Playoffs ausgetragen und endete mit 63:3 für Georgia. Der Kick-off erfolgte um 16.00 Uhr Ortszeit (EST), übertragen wurde die Partie live und exklusiv vom US-Sportsender ESPN.
Als MVP der Begegnung wurde der Running Back Kendall Milton (Georgia) ausgezeichnet. In der Halbzeitshow gab sich die US-Band WALK THE MOON die Ehre. 
Der Orange Bowl war Teil der Bowl Championship Series und somit einer der wichtigsten Bowls im College-Football. In den Spielzeiten 2000/2001 und 2004/2005 fungierte er zugleich als BCS National Championship Game.
Das Spiel wurde von 1935 bis 1995 und 1999 im Orange Bowl Stadium in Miami und seit 1996 im Hard Rock Stadium in Miami Gardens ausgetragen. Seit der Einführung der College Football Playoffs im Jahre 2014 dient es alle drei Jahre als Halbfinale, dessen Sieger in das College Football Playoff National Championship Game einzieht.
Seit Dezember 2014 wird der Pokal von Capitol One gesponsert, weshalb der offizielle Name auf Capital One Orange Bowl geändert wurde. Vorherige Hauptsponsoren waren Discover Financial (2011–Januar 2014) und Federal Express/FedEx (1989–2010).

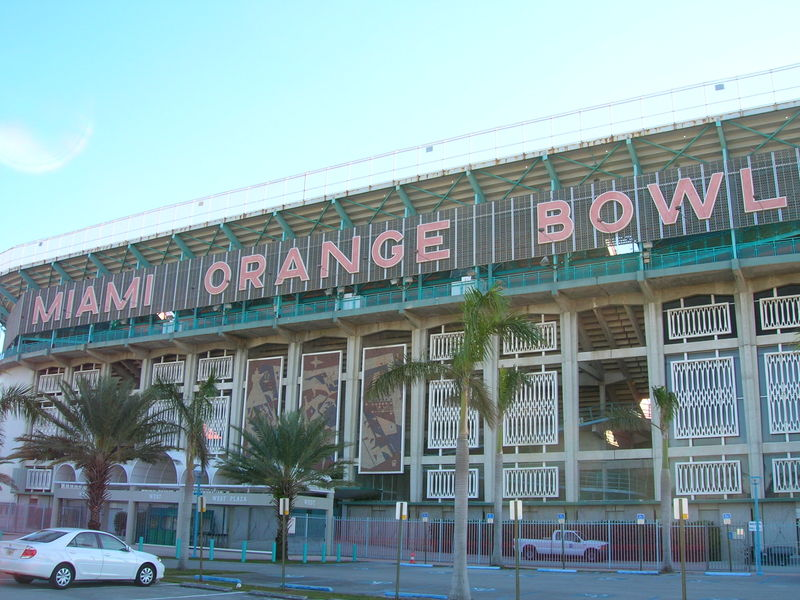
Der Namensgeber der Trophäe (Eingang zur Orangebowl)

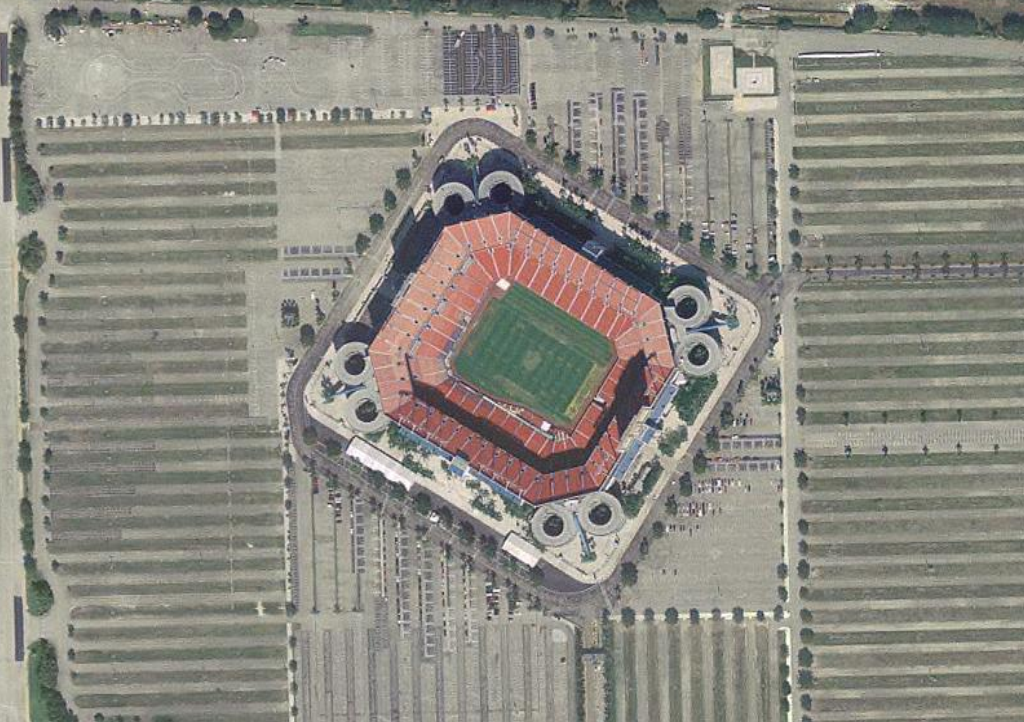
Die neue Spielstätte seit 1996 vor …

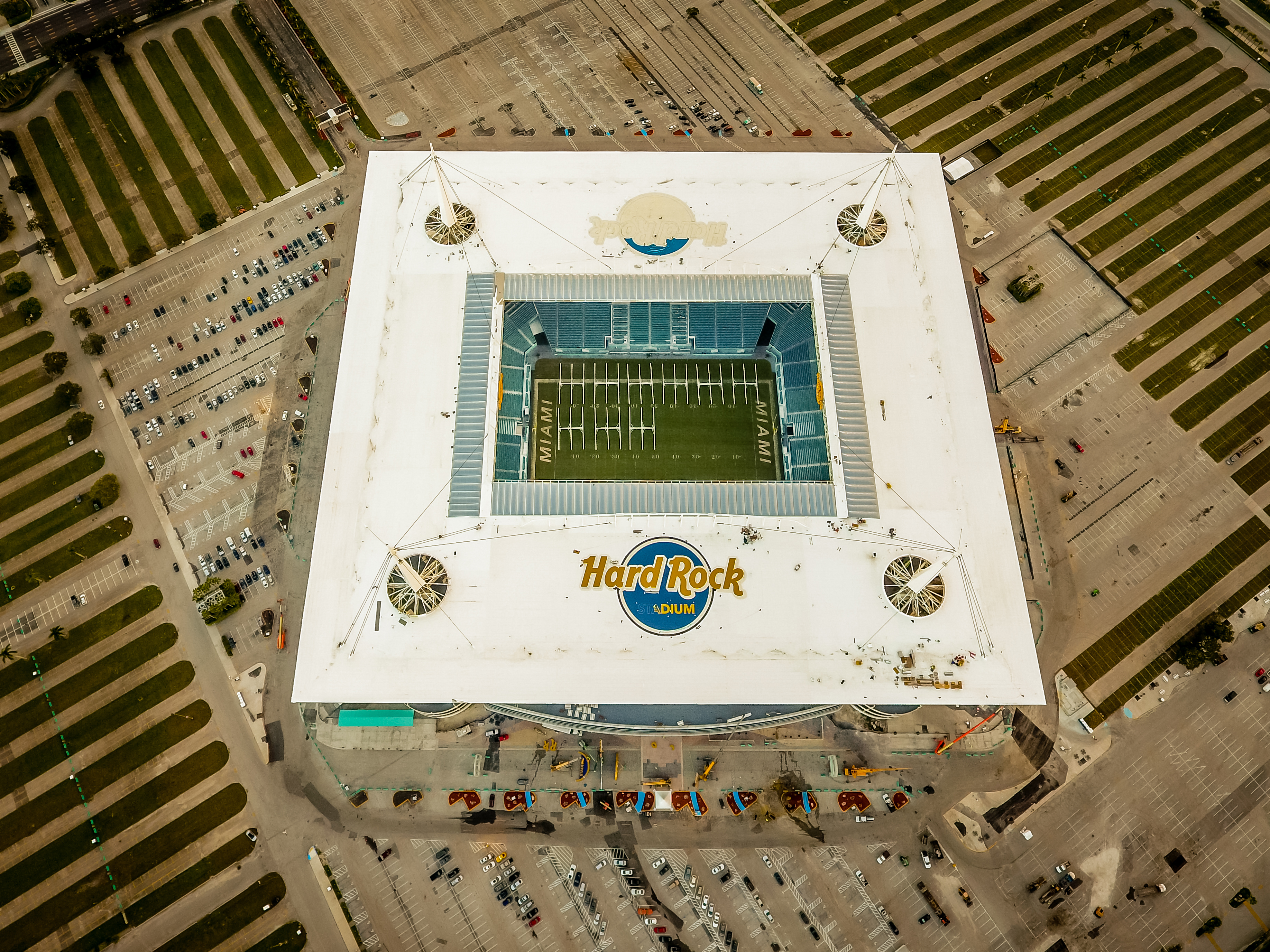
… und nach der Renovierung 2015/16

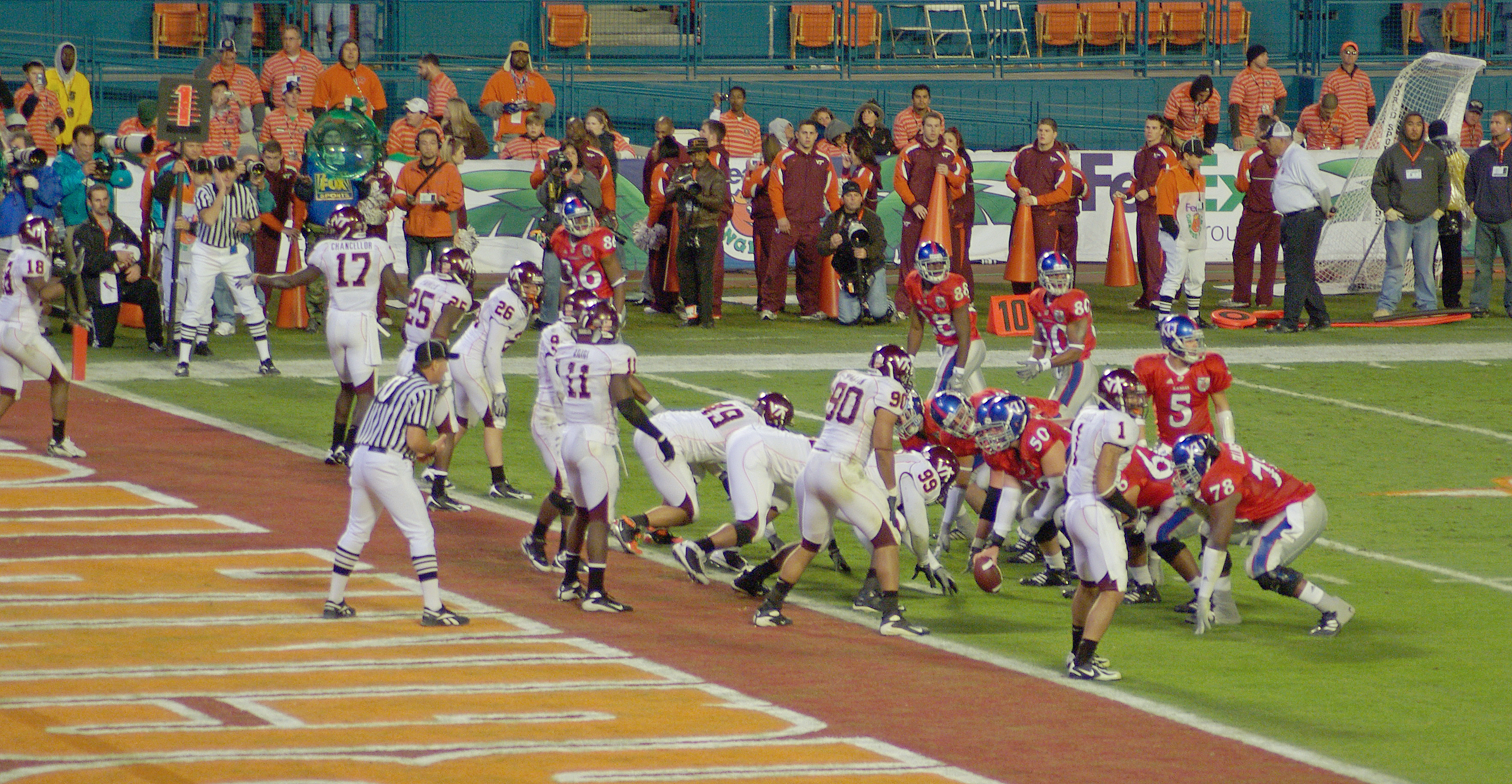
Orange Bowl 2008, Kansas Jayhawks vs. Virginia Tech Hokies

## Liste der Orange-Bowl-Sieger
| Jahr          | Sieger               | Sieger | Verlierer            | Verlierer |
| ------------- | -------------------- | ------ | -------------------- | --------- |
| 1935          | Bucknell             | 26     | Miami                | 0         |
| 1936          | Catholic University  | 20     | Mississippi          | 19        |
| 1937          | Duquesne             | 13     | Mississippi State    | 12        |
| 1938          | Auburn               | 6      | Michigan State       | 0         |
| 1939          | Tennessee            | 17     | Oklahoma             | 0         |
| 1940          | Georgia Tech         | 21     | Missouri             | 7         |
| 1941          | Mississippi State    | 14     | Georgetown           | 7         |
| 1942          | Georgia              | 40     | TCU                  | 26        |
| 1943          | Alabama              | 37     | Boston College       | 21        |
| 1944          | LSU                  | 19     | Texas A&M            | 14        |
| 1945          | Tulsa                | 26     | Georgia Tech         | 12        |
| 1946          | Miami                | 13     | Holy Cross           | 6         |
| 1947          | Rice                 | 8      | Tennessee            | 0         |
| 1948          | Georgia Tech         | 20     | Kansas               | 14        |
| 1949          | Texas                | 41     | Georgia              | 28        |
| 1950          | Santa Clara          | 21     | Kentucky             | 13        |
| 1951          | Clemson              | 15     | Miami                | 14        |
| 1952          | Georgia Tech         | 17     | Baylor               | 14        |
| 1953          | Alabama              | 61     | Syracuse             | 6         |
| 1954          | Oklahoma             | 7      | Maryland             | 0         |
| 1955          | Duke                 | 34     | Nebraska             | 7         |
| 1956          | Oklahoma             | 20     | Maryland             | 6         |
| 1957          | Colorado             | 27     | Clemson              | 21        |
| 1958          | Oklahoma             | 48     | Duke                 | 21        |
| 1959          | Oklahoma             | 21     | Syracuse             | 6         |
| 1960          | Georgia              | 14     | Missouri             | 0         |
| 1961          | Missouri             | 21     | Navy                 | 14        |
| 1962          | LSU                  | 25     | Colorado             | 7         |
| 1963          | Alabama              | 17     | Oklahoma             | 0         |
| 1964          | Nebraska             | 13     | Auburn               | 7         |
| 1965          | Texas                | 21     | Alabama              | 17        |
| 1966          | Alabama              | 39     | Nebraska             | 28        |
| 1967          | Florida              | 27     | Georgia Tech         | 12        |
| 1968          | Oklahoma             | 26     | Tennessee            | 24        |
| 1969          | Penn State           | 15     | Kansas               | 14        |
| 1970          | Penn State           | 10     | Missouri             | 3         |
| 1971          | Nebraska             | 17     | LSU                  | 12        |
| 1972          | Nebraska             | 38     | Alabama              | 6         |
| 1973          | Nebraska             | 40     | Notre Dame           | 6         |
| 1974          | Penn State           | 16     | LSU                  | 9         |
| 1975          | Notre Dame           | 13     | Alabama              | 11        |
| 1976          | Oklahoma             | 14     | Michigan             | 6         |
| 1977          | Ohio State           | 27     | Colorado             | 10        |
| 1978          | Arkansas             | 31     | Oklahoma             | 6         |
| 1979          | Oklahoma             | 31     | Nebraska             | 24        |
| 1980          | Oklahoma             | 24     | Florida State        | 7         |
| 1981          | Oklahoma             | 18     | Florida State        | 17        |
| 1982          | Clemson              | 22     | Nebraska             | 15        |
| 1983          | Nebraska             | 21     | LSU                  | 20        |
| 1984          | Miami                | 31     | Nebraska             | 30        |
| 1985          | Washington           | 28     | Oklahoma             | 17        |
| 1986          | Oklahoma             | 25     | Penn State           | 10        |
| 1987          | Oklahoma             | 42     | Arkansas             | 8         |
| 1988          | Miami                | 20     | Oklahoma             | 14        |
| 1989          | Miami                | 23     | Nebraska             | 3         |
| 1990          | Notre Dame           | 21     | Colorado             | 6         |
| 1991          | Colorado             | 10     | Notre Dame           | 9         |
| 1992          | Miami                | 22     | Nebraska             | 0         |
| 1993          | Florida State        | 27     | Nebraska             | 14        |
| 1994          | Florida State        | 18     | Nebraska             | 16        |
| 1995          | Nebraska             | 24     | Miami                | 17        |
| 1996          | Florida State        | 31     | Notre Dame           | 26        |
| 1996          | Nebraska             | 41     | Virginia Tech        | 21        |
| 1998          | Nebraska             | 42     | Tennessee            | 17        |
| 1999          | Florida              | 31     | Syracuse             | 10        |
| 2000          | Michigan             | 35     | Alabama              | 34        |
| 2001          | Oklahoma             | 13     | Florida State        | 2         |
| 2002          | Florida              | 56     | Maryland             | 23        |
| 2003          | USC                  | 38     | Iowa                 | 17        |
| 2004          | Miami                | 16     | Florida State        | 14        |
| 2005          | USC                  | 55     | Oklahoma             | 19        |
| 2006          | Penn State           | 26     | Florida State        | 23        |
| 2007          | Louisville           | 24     | Wake Forest          | 13        |
| 2008          | Kansas Jayhawks      | 24     | Virginia Tech Hokies | 21        |
| 2009          | Virginia Tech Hokies | 20     | Cincinnati Bearcats  | 7         |
| 2010          | Iowa                 | 24     | Georgia Tech         | 14        |
| 2011          | Stanford             | 40     | Virginia Tech Hokies | 12        |
| 2012          | West Virginia        | 70     | Clemson              | 33        |
| 2013          | Florida State        | 31     | Northern Illinois    | 10        |
| Januar 2014   | Clemson              | 40     | Ohio State           | 35        |
| Dezember 2014 | Georgia Tech         | 49     | Mississippi State    | 34        |
| 2015          | Clemson              | 37     | Oklahoma             | 17        |
| 2016          | Florida State        | 33     | Michigan             | 32        |
| 2017          | Wisconsin–Madison    | 34     | Miami                | 24        |
| 2018          | Alabama              | 45     | Oklahoma             | 34        |
| 2019          | Florida              | 36     | Virginia             | 28        |
| Januar 2021   | Texas A&M            | 41     | North Carolina       | 27        |
| Dezember 2021 | Georgia              | 34     | Michigan             | 11        |
| Dezember 2022 | Tennessee            | 31     | Clemson              | 14        |
| Dezember 2023 | Georgia              | 63     | Florida State        | 3         |

## MVPs

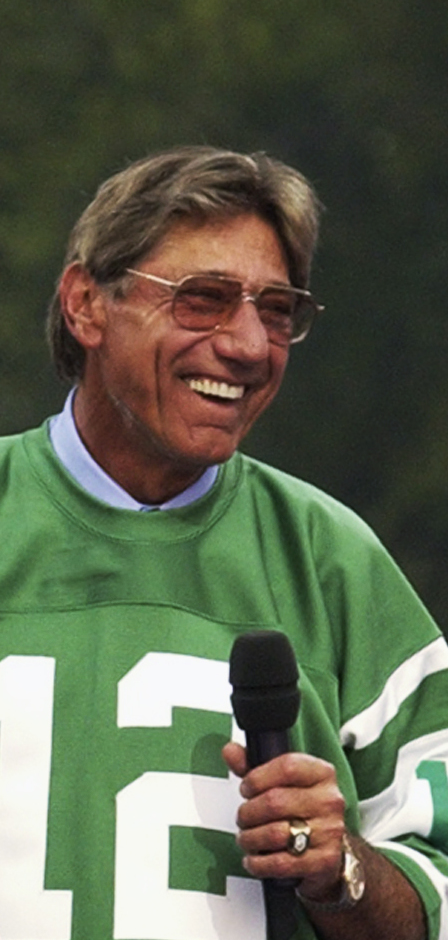
Joe Namath, MVP beim Orange Bowl 1965

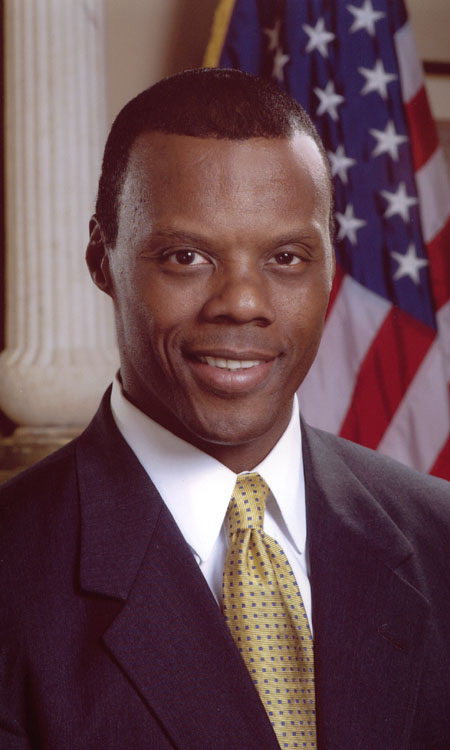
J. C. Watts, MVP beim Orange Bowl 1980 und 1981

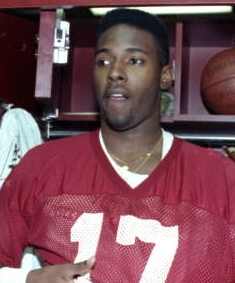
Charlie Ward, MVP beim Orange Bowl 1993 und 1994

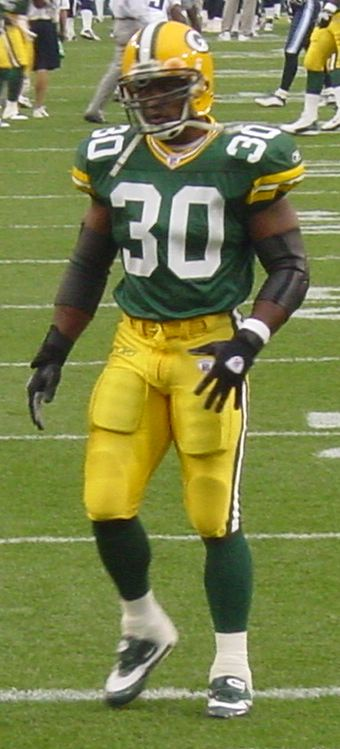
Ahman Green, MVP beim Orange Bowl 1998

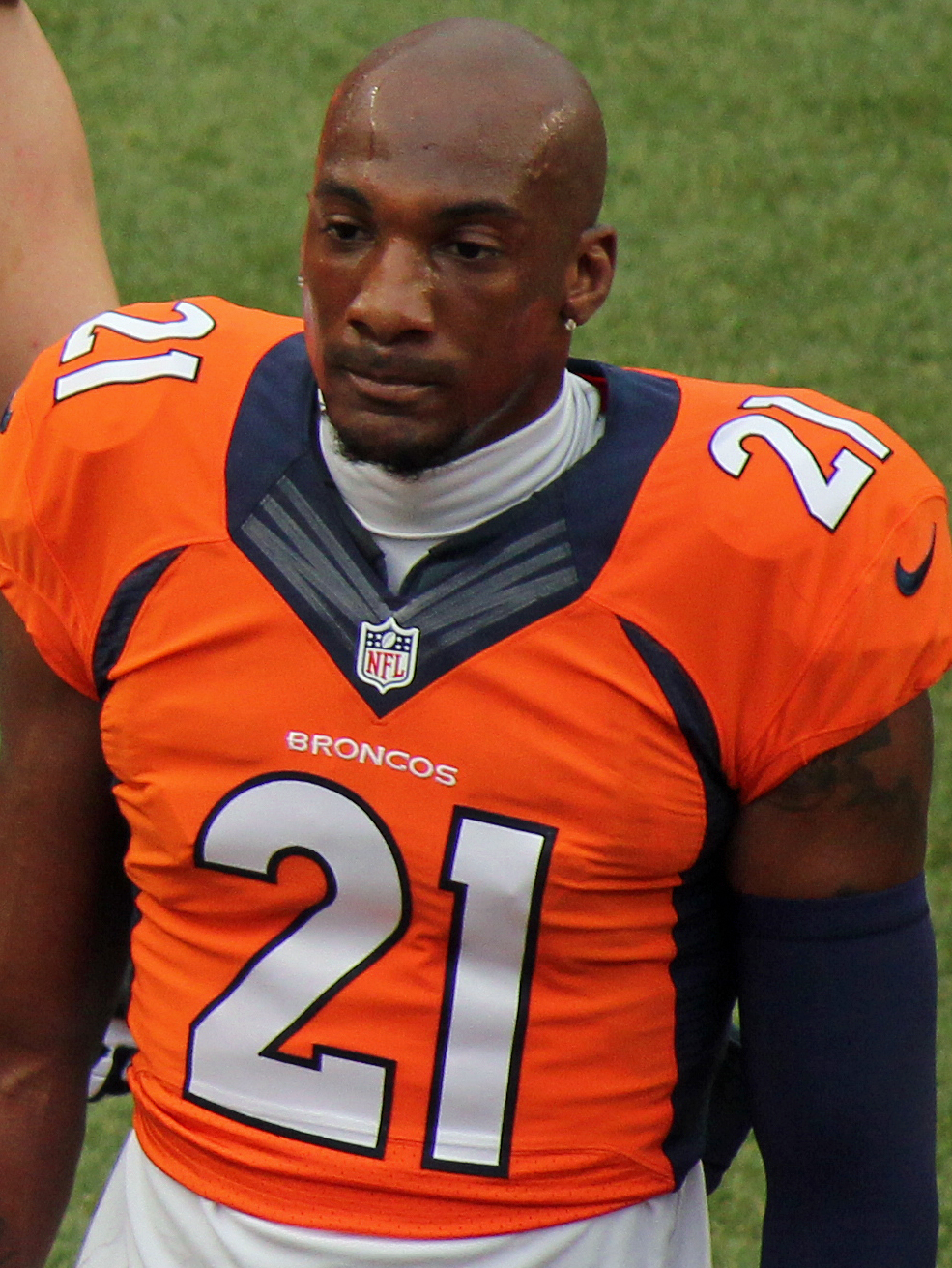
Aqib Talib, MVP beim Orange Bowl 2008

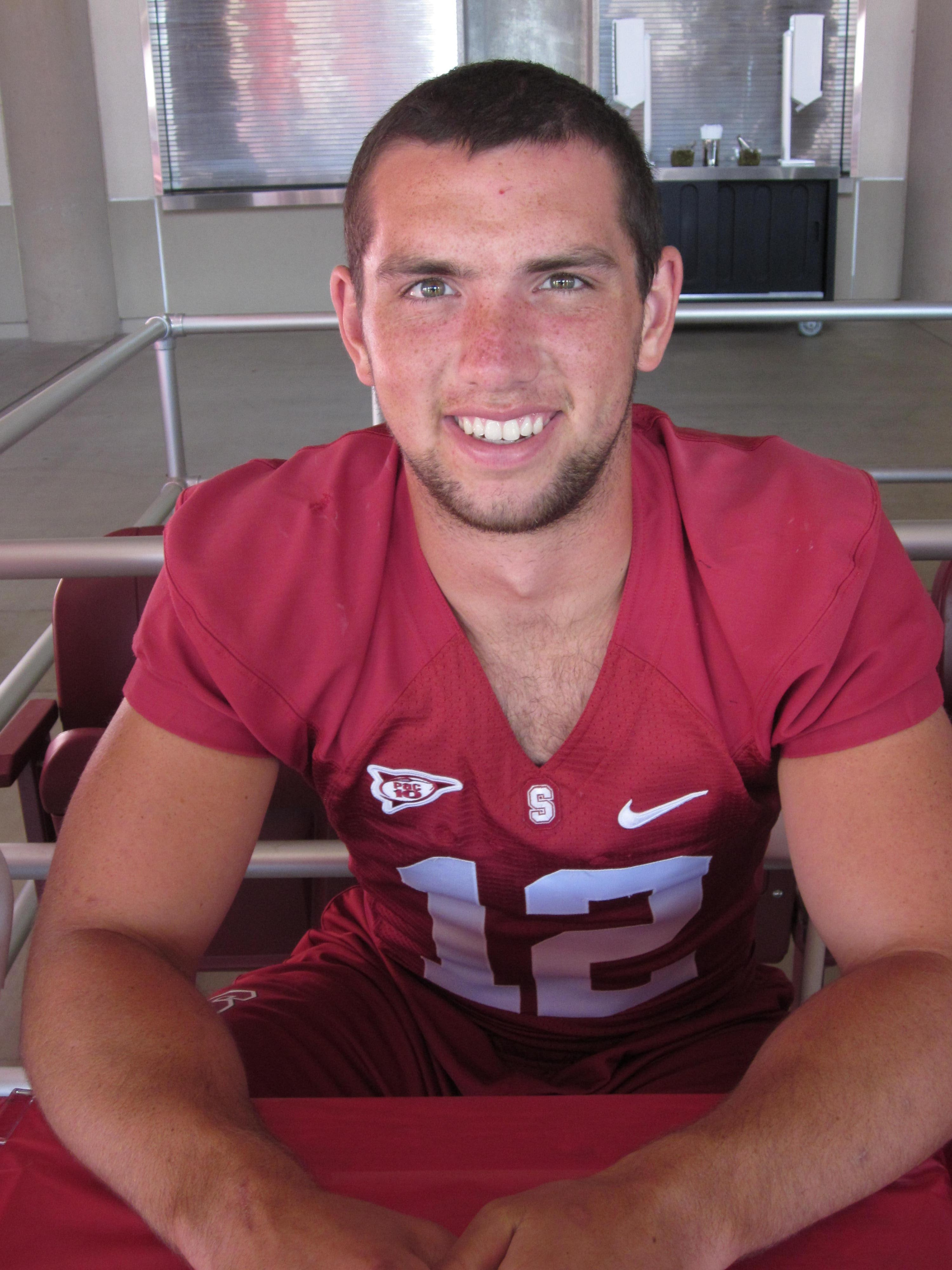
Andrew Luck, MVP beim Orange Bowl 2011

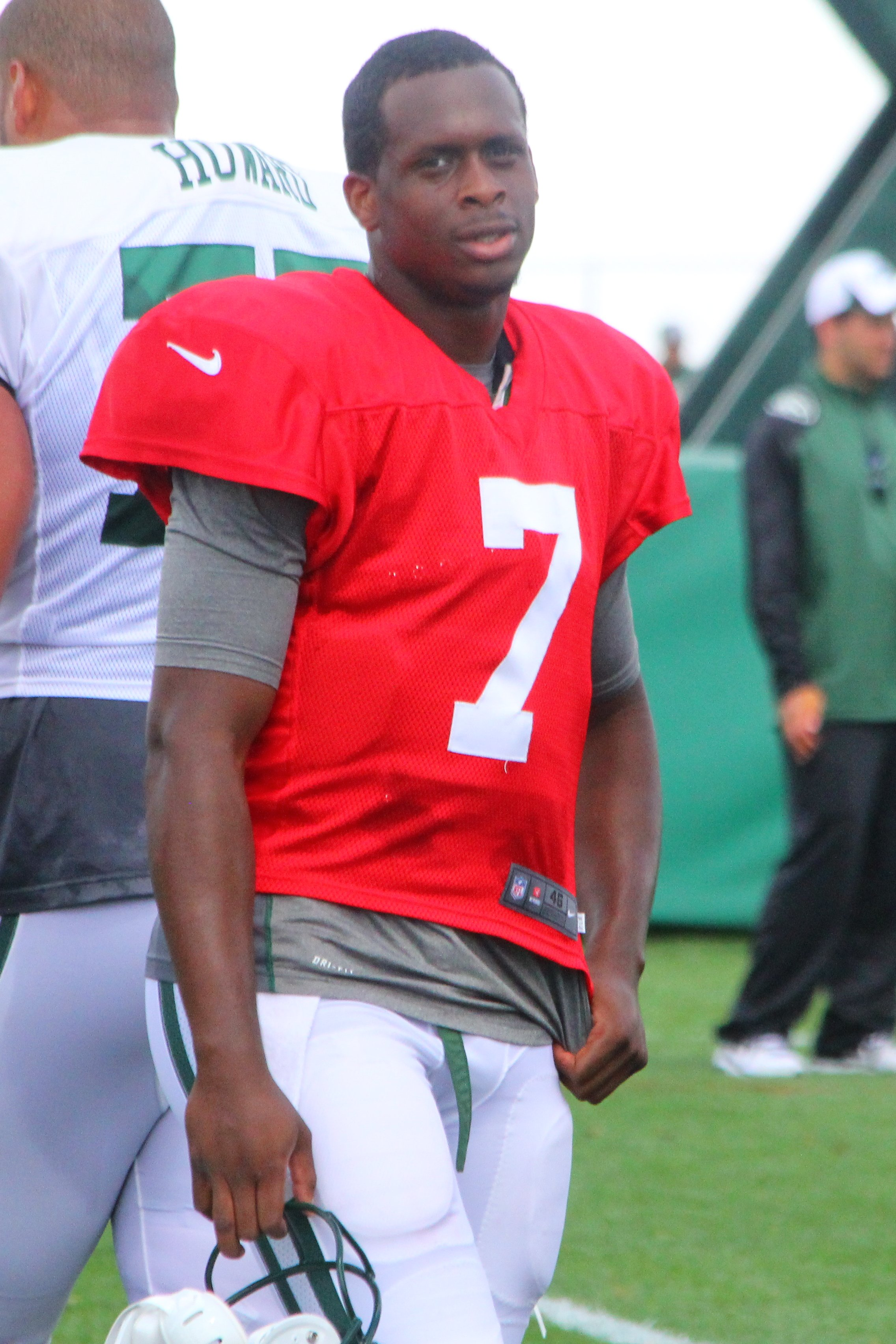
Geno Smith, MVP beim Orange Bowl 2012

| Saison          | MVP                | Team              | Position                  |
| --------------- | ------------------ | ----------------- | ------------------------- |
| 1965            | Joe Namath         | Alabama           | Quarterback               |
| 1966            | Steve Sloan        | Alabama           | Quarterback               |
| 1967            | Larry Smith        | Florida           | Tailback                  |
| 1968            | Bob Warmack        | Oklahoma          | Quarterback               |
| 1969            | Donnie Shanklin    | Kansas            | Halfback                  |
| 1970            | Chuck Burkhart     | Penn State        | Quarterback               |
| 1970            | Mike Reid          | Penn State        | Defensive Tackle          |
| 1971            | Jerry Tagge        | Nebraska          | Quarterback               |
| 1971            | Willie Harper      | Nebraska          | Defensive End             |
| 1972            | Jerry Tagge        | Nebraska          | Quarterback               |
| 1972            | Rich Glover        | Nebraska          | Defensive Tackle          |
| 1973            | Johnny Rodgers     | Nebraska          | Runningback/Wide Receiver |
| 1973            | Rich Glover        | Nebraska          | Defensive Tackle          |
| 1974            | Tom Shuman         | Penn State        | Quarterback               |
| 1974            | Randy Crowder      | Penn State        | Defensive Tackle          |
| 1975            | Wayne Bullock      | Notre Dame        | Fullback                  |
| 1975            | Leroy Cook         | Alabama           | Defensive End             |
| 1976            | Steve Davis        | Oklahoma          | Quarterback               |
| 1976            | Lee Roy Selmon     | Oklahoma          | Defensive Tackle          |
| 1977            | Rod Gerald         | Ohio State        | Quarterback               |
| 1977            | Tom Cousineau      | Ohio State        | Linebacker                |
| 1978            | Roland Sales       | Arkansas          | Runningback               |
| 1978            | Reggie Freeman     | Arkansas          | Defensive Tackle          |
| 1979            | Billy Sims         | Oklahoma          | Runningback               |
| 1979            | Reggie Kinlaw      | Oklahoma          | Defensive Tackle          |
| 1980            | J. C. Watts        | Oklahoma          | Quarterback               |
| 1980            | Bud Hebert         | Oklahoma          | Free Safety               |
| 1981            | J. C. Watts        | Oklahoma          | Quarterback               |
| 1981            | Jarvis Coursey     | Florida State     | Defensive End             |
| 1982            | Homer Jordan       | Clemson           | Quarterback               |
| 1982            | Jeff Davis         | Clemson           | Linebacker                |
| 1983            | Turner Gill        | Nebraska          | Quarterback               |
| 1983            | Dave Rimington     | Nebraska          | Center                    |
| 1984            | Bernie Kosar       | Miami             | Quarterback               |
| 1984            | Jack Fernandez     | Miami             | Linebacker                |
| 1985            | Jacque Robinson    | Washington        | Tailback                  |
| 1985            | Ron Holmes         | Washington        | Defensive Tackle          |
| 1986            | Sonny Brown        | Oklahoma          | Defensive Back            |
| 1986            | Tim Lasher         | Oklahoma          | Kicker                    |
| 1987            | Spencer Tillman    | Oklahoma          | Halfback                  |
| 1987            | Dante Jones        | Oklahoma          | Linebacker                |
| 1988            | Bernard Clark      | Miami             | Linebacker                |
| 1988            | Darrell Reed       | Oklahoma          | Defensive End             |
| 1989            | Steve Walsh        | Miami             | Quarterback               |
| 1989            | Charles Fryer      | Nebraska          | Cornerback                |
| 1990            | Raghib Ismail      | Notre Dame        | Wide Receiver             |
| 1990            | Darian Hagan       | Colorado          | Quarterback               |
| 1991            | Charles S. Johnson | Colorado          | Quarterback               |
| 1991            | Chris Zorich       | Notre Dame        | Defensive Tackle          |
| 1992            | Larry Jones        | Miami             | Runningback               |
| 1992            | Tyrone Leggette    | Nebraska          | Cornerback                |
| 1993            | Charlie Ward       | Florida State     | Quarterback               |
| 1993            | Corey Dixon        | Nebraska          | Wide Receiver             |
| 1994            | Charlie Ward       | Florida State     | Quarterback               |
| 1994            | Tommie Frazier     | Nebraska          | Quarterback               |
| 1995            | Tommie Frazier     | Nebraska          | Quarterback               |
| 1995            | Chris T. Jones     | Miami             | Wide Receiver             |
| 1996            | Andre Cooper       | Florida State     | Wide Receiver             |
| 1996            | Derrick Mayes      | Notre Dame        | Wide Receiver             |
| 1997            | Damon Benning      | Nebraska          | Runningback               |
| 1997            | Ken Oxendine       | Virginia Tech     | Runningback               |
| 1998            | Ahman Green        | Nebraska          | Runningback               |
| 1999            | Travis Taylor      | Florida           | Wide Receiver             |
| 2000            | David Terrell      | Michigan          | Wide Receiver             |
| 2001            | Torrance Marshall  | Oklahoma          | Linebacker                |
| 2002            | Taylor Jacobs      | Florida           | Wide Receiver             |
| 2003            | Carson Palmer      | USC               | Quarterback               |
| 2004            | Jarrett Payton     | Miami             | Runningback               |
| 2005            | Matt Leinart       | USC               | Quarterback               |
| 2006            | Willie Reid        | FSU               | Wide Receiver             |
| 2007            | Brian Brohm        | Louisville        | Quarterback               |
| 2008            | Aqib Talib         | Kansas            | Cornerback                |
| 2009            | Darren Evans       | Virginia Tech     | Runningback               |
| 2010            | Adrian Clayborn    | Iowa              | Defensive End             |
| 2011            | Andrew Luck        | Stanford          | Quarterback               |
| 2012            | Geno Smith         | West Virginia     | Quarterback               |
| 2013            | Lonnie Pryor       | Florida State     | Fullback                  |
| 2014 (Januar)   | Sammy Watkins      | Clemson           | Wide Receiver             |
| 2014 (Dezember) | Justin Thomas      | Georgia Tech      | Quarterback               |
| 2015            | Deshaun Watson     | Clemson           | Quarterback               |
| 2015            | Ben Boulware       | Clemson           | Linebacker                |
| 2016            | Dalvin Cook        | Florida State     | Runningback               |
| 2017            | Alex Hornibrook    | Wisconsin-Madison | Quarterback               |
| 2018            | Tua Tagovailoa     | Alabama           | Quarterback               |
| 2018            | Xavier McKinney    | Alabama           | Safety                    |
| 2019            | La’Mical Perine    | Florida           | Runningback               |
| 2021 (Januar)   | Devon Achane       | Texas A&M         | Runningback               |
| 2021 (Dezember) | Stetson Bennett    | Georgia           | Quarterback               |
| 2021 (Dezember) | Derion Kendrick    | Georgia           | Cornerback                |
| 2022 (Dezember) | Joe Milton         | Tennessee         | Quarterback               |
| 2023 (Dezember) | Kendall Milton     | Georgia           | Runningback               |